# Boogconstructie (kunstwerk)
Boogconstructie is een artistiek kunstwerk in Amsterdam-Oost. 
Piet Slegers maakte het abstracte beeld voor de vestiging van het Gemeentelijke energiebedrijf (GEB) te Amsterdam, dat opereerde vanuit Spaklerweg 20-26. Het terrein was toen gelegen ten zuiden van het terrein van de Zuidergasfabriek. Slegers kwam met een stalen boogconstructie. De “boog” wordt op spanning gehouden door een staalkabel tussen de twee uiteinden. De twee delen van de boog sluiten met een dwarsverbinding op elkaar aan; dat punt ligt nabij het steunpunt van het beeld.   
Zowel GEB als de Spaklerweg waren sinds 1991 onderhevig aan veranderingen. Het GEB werd al eind 20e eeuw opgedeeld en gefuseerd tot wat Liander zou worden. Het terrein aan de Spaklerweg kreeg begin 21e eeuw een gedaantewisseling; een industrieterrein werd gedeeltelijk herontwikkeld tot woonwijk. De woonwijk rukte steeds verder op en het terrein kwam daarbij in de weg te liggen. Vanwege de herontwikkeling zal Liander en Alliander het terrein in 2023 verlaten en zich vestigen op een industrieterrein in Sloterdijk III. Wat er dan met de beeldenverzameling gebeurt (Liander kan heeft in 2022 nog vijf kunstwerken), is onbekend.
De Boogconstructie van Slegers had in 2022 een plaats achter een hekwerk aan de Amstelstroomlaan, de nieuwe verbindingsweg ter plaatse. Gezien haar grootte is het beeld te zien op Google View.
De omgekeerde versie van het beeld staat in Ede onder de titel Ontmoetingsteken; ook die heeft een zigzagverbinding

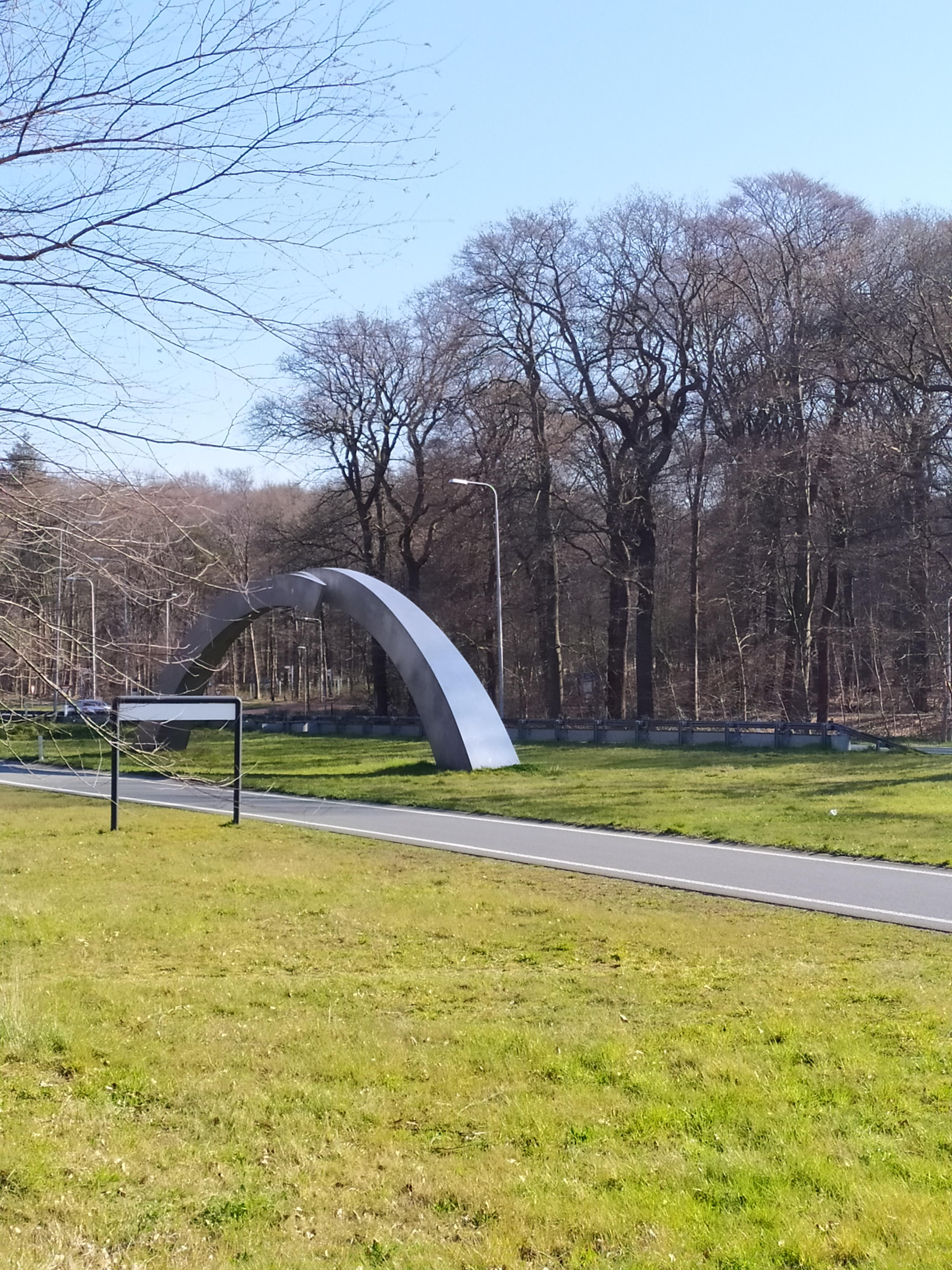
Beeld in Ede (april 2020)